# Guan Chun
Guan Chun (? - 191) est le greffier adjoint de service sous Han Fu. Il s’objecta à ce que Han Fu, alors menacé par les forces de Gongsun Zan, cède la province de Ji à Yuan Shao. Mécontent de cette décision, il complota l’assassinat de Yuan Shao avec Geng Wu. Ainsi, lorsque Yuan Shao vint à Ye pour recevoir la subordination de Han Fu, les deux hommes tentèrent de le poignarder. Toutefois, Guan Chun fut tué par Wen Chou, qui déjoua la tentative.